# Хило (Хаваји)
Хило (енгл. Hilo) насељено је место за статистичке потребе у америчкој савезној држави Хаваји. По попису становништва из 2010. у њему је живело 43.263 становника.

## Демографија
Према попису становништва из 2010. у граду је живело 43.263 становника, што је 2.504 (6,1%) становника више него 2000. године.
| Група             | 2000.          | 2010.          |
| Белци             | 6.491 (15,9%)  | 6.894 (15,9%)  |
| Афроамериканци    | 183 (0,4%)     | 227 (0,5%)     |
| Азијати           | 15.610 (38,3%) | 14.833 (34,3%) |
| Хиспаноамериканци | 3.579 (8,8%)   | 4.501 (10,4%)  |
| Укупно            | 40.759         | 43.263         |